# Walter Jones
Walter John Henry Jones (Moore, Cheshire, Anglaterra, 4 de juny de 1866 – Fulham, Londres, 14 d'abril de 1932) va ser un jugador de polo i empresari del cotó anglès.
Nascut en el si d'una família benestant, fou educat a la Harrow School i al Jesus College. Com a jugador de polo guanyà la Champions Cup quatre vegades i la Ranelagh Open Cup en tres ocasions entre 1897 i 1903. El 1908 va prendre part en els Jocs Olímpics de Londres, on guanyà la medalla de plata en la competició de polo, com a integrant de l'equip Hurlingham Club. En aquest equip també hi competien Walter Buckmaster, Frederick Freake i John Wodehouse.